# 別府八湯温泉まつり
別府八湯温泉まつり（べっぷはっとうおんせんまつり）は、大分県別府市で毎年4月1日の温泉感謝の日と4月第1週の週末を中心にイベントが開催される、別府八湯の豊かな温泉の恵みに感謝するお祭り。
4月1日から3日間は市内の100以上の共同温泉が無料開放され、商店街には温泉神社の神輿が繰り出し、別府八湯温泉道で1年間に新たに認定を受けた温泉名人が表彰され、大平山では扇山火まつりの炎が別府の夕空を焦がすなど、新年度のスタートに合わせてイベント満載で執り行われる感謝祭である。
また、最終日には「湯～You～パレード」と呼ばれる市街地パレードが行われ、やよい天狗による神輿、別府市所在の大学の音楽部によるマーチングバンド、別府市消防本部、別府警察署、陸上自衛隊別府駐屯地（第41普通科連隊）、アフリカサファリ、ハーレー愛好家による祝賀走行など、別府市内の主要施設・機関による華やかなパレードが行われる。